# Sébastien Caujolle
Pour les articles homonymes, voir Caujolle.
Pas d'image ? Cliquez ici

a Compétitions nationales et continentales officielles uniquement.

Sébastien Caujolle, né le 28 février 1979 à Colmar (Haut-Rhin), est un joueur de rugby à XV français qui évolue au poste d'ailier (1,88 m pour 86 kg).

## Carrière
- 1999-2004 : Métro Racing 92
- 2004-2005 : Aviron bayonnais
- 2005-2011 : Tarbes PR (156 matches 33 essais)
- 2014-2017 : UA Laloubère entraineur-joueur
- 2020-2022 : Entraineur des Espoirs du Stade bagnérais Rugby (Fédérale 1)
- 2022- : Entraineur du Stade bagnérais Rugby (Fédérale 1)